# دافون جيفرسون
دافون جيفرسون (بالإنجليزية: Davon Jefferson)‏ مواليد 3 نوفمبر 1986 في لينووود، هو لاعب كرة سلة أمريكي. بدأ مسيرته الاحترافية في سنة 2008. يلعب مع فريق عنتاب لكرة السلة في الدوري التركي لكرة السلة. يحمل الرقم 41. يبلغ طوله 6 قدم 8 بوصة (2.0 م).

## المسيرة الاحترافية
لعب مع أسفيل باسكت في الدوري الفرنسي في موسم 2010–2011، ثم لعب مع زينيت سانت بطرسبرغ في الدوري الروسي في موسم 2011–2012، ثم لعب مع ينسي كراسنويارسك في موسم 2012–2013، ثم لعب مع تشانغوون إل جي ساكرز من سنة 2013 إلى 2015، ثم لعب مع كرانسي أوكتيابر في الدوري الروسي في سنة 2016، ثم لعب مع كابيتانس دي أرسيبو في سنة 2016، ثم لعب مع جاورس دي لارا في سنة 2016.

## روابط خارجية
- دافون جيفرسون على موقع الدوري الأوروبي لكرة السلة (الإنجليزية)
- دافون جيفرسون على موقع كرة السلة الأوروبية.كوم (الإنجليزية)
- دافون جيفرسون على موقع كلية كرة السلة في سبورتس رفرنس.كوم (الإنجليزية)
- دافون جيفرسون على موقع ريلجم (الإنجليزية)
- دافون جيفرسون على موقع بروبوليرز (الإنجليزية)
- دافون جيفرسون على موقع سبورتس رفرنس (الإنجليزية)